# 嘉祥 (日本)
嘉祥（848年7月16日~851年6月1日）是日本的年號之一，指的是承和之後、仁壽之前。此時的天皇是平安時代之仁明天皇與文德天皇。

## 改元
- 承和十五年六月十三（848年7月16日） 改元。
- 嘉祥四年四月廿八（851年6月1日） 改元仁壽。

## 紀年
| 嘉祥 | 元年  | 二年  | 三年  | 四年  |
| 公元 | 848年 | 849年 | 850年 | 851年 |
| 干支 | 戊辰  | 己巳  | 庚午  | 辛未  |